# Эрен Йегер
Эрен Йегер (яп. エレン・イェーガー Эрен Е:га:) (в некоторых неофициальных переводах — Эрен Джагер); турецкий: Эрен, «Святой»; немецкий: Йегер, «Охотник») — главный герой манги «Атака на титанов» автора Хадзиме Исаямы. Эрен — подросток, поклявшийся уничтожить огромных гуманоидных существ, известных как титаны, которые съели его мать и разрушили его родной город. Чтобы победить данных чудовищ, Эрен записывается в армию и присоединяется к Разведывательному корпусу — элитной группе солдат, которые исследуют мир за пределами стен, сражаются с титанами, а также изучают их физиологию. По мере развития сюжета Эрен сам обретает силу Разумного титана, позже идентифицированного как «Атакующий титан» (進撃の巨人, Сингэки но Кёдзин). Герой также появлялся в других произведениях, включая аниме и видеоигры.
Исаяма создал Эрена как персонажа, чьи страхи и мечты были связаны, но часто противоречили его тёмной стороне, что привело к многочисленным изменениям его характера. В аниме-адаптации манги Эрена озвучивали Юки Кадзи на японском языке и Брайс Папенбрук на английском. Оба актёра столкнулись с трудностями при использовании разных типов голосов в зависимости от возраста Эрена по ходу повествования. В экранизации игрового фильма его играют Харума Миура и Рёта Одзава.
Критики восприняли Эрена полярно, найдя его слишком враждебным и суровым для своего возраста. Положительные комментарии касались идеалов героя и новообретенных способностей Титана, а также развития персонажа. Восприятие стало позитивнее в более поздних арках манги и аниме, так как Эрен становится более двусмысленным, а не героическим, о чём свидетельствует 6-я церемония вручения наград Crunchyroll Anime Awards 2022 года, где Эрен был номинирован одновременно на премию «Лучший протагонист» и «Лучший антагонист», победив в последней категории. Также персонаж, как правило, пользуется популярностью среди фанатов «Атаки на титанов». Его актёры озвучивания получили высокую оценку за игру.

## История создания
Автор Хадзиме Исаяма создал Эрена «обычным юношей, которого парализует страх» при виде титана, а не стереотипным вспыльчивым героем сёнэн-манги. В результате он обделён талантом воина, в отличие от других персонажей аниме. Исаяма заявил, что отчасти причина, по которой выбрал имя «Эрен», заключается в том, что оно звучит по-женски, что облегчает его запоминание. Автор добавил, что в прошлом он изо всех сил пытался заставить Эрена чувствовать себя «живым», когда писал, и назвал персонажа «рабом истории» [«Атаки на титанов»].
Мангака также заявил, что желание Эрена выйти за пределы городских стен основано на его собственном. Будучи ребенком, Исаяма жил в сельском японском городке, окруженном горами. Однажды ему захотелось уйти за горы, что отразилось в окруженном стенами городе, где Эрен жил в начале манги. Оглядываясь назад, автор считает, что Эрен соответствует типу повествования, написанным им для «Атаки на титанов», Исаяме удалось связать себя с ним.
По словам мангаки, при создании он уделял особое внимание глазам Эрена, чтобы выделить его среди остальных персонажей. Автор специально решил дать герою тонкие брови вместо толстых, так как чувствовал, что было бы «искусственно» пытаться использовать более густые брови, чтобы подчеркнуть злость Эрена. Поскольку Эрен — энергичный персонаж, Исаяма решил нарисовать ему черные волосы, чтобы было легче рисовать линии скорости вокруг него (в манге), когда он движется. Телосложение героя в форме титана было смоделировано по образцу бойца смешанных единоборств среднего веса Юсина Оками. Исаяма также определил боевой стиль левши Таканори Гоми как модель, использованную для титана Эрена и его стиля сражения. Мангака изначально хотел, чтобы персонаж с самого начала знал о своей скрытой силе. Просматривая предыдущие главы манги, Исаяма заявил, что битва Эрена с Молотоборцем была одной из его любимых сцен.

### Актёры
Японский сэйю Юки Кадзи прокомментировал, насколько важна озвучка титана Эрена, потому что считает его продолжением персонажа. Он пообедал с Исаямой после того, как тот посетил студию звукозаписи, и мангака сказал ему, что считает Эрена довольно сложным персонажем, но похвалил Кадзи, сказав: «Ты уже знаешь Эрена», что придало сэйю уверенности. Характеристика Эрена была немного изменена для английского дубляжа сериала, что сделало его саморефлексивным и красноречивым в некоторых сценах. Кадзи описал Эрена во втором сезоне как человека, который никогда не меняется, несмотря на взросление, находя эту черту важной для драмы. Сэйю слегка изменил образ Эрена при создании второго сезона, но персонал не стал вмешиваться.
Английский актёр озвучивания Брайс Папенбрук был взволнован, получив роль Эрена, так как он являлся поклонником сериала ещё до объявления о дубляже на английском языке. В результате он рассматривал роль как преимущество, так как ему удалось заранее понять персонажа. Например, Папенбрук мог понять подачу нескольких строк, потому что уже знал о серии сюжетных поворотов в аниме. Кроме того, из-за его предыдущих работ в популярных аниме, актёр был готовым к давлению от роли.
Папенбрук был взволнован, потому что Эрен отличался от его предыдущих ролей, несмотря на тот же возраст и вокальный диапазон. Он прокомментировал: «Это очень сырое звучание. Некоторые звуки, которые мне приходилось издавать, были просто отвратительны. Но мне это нравилось. Мне нравилась каждая секунда». Папенбрук отметил, насколько Эрен отличался от его предыдущей роли, что было отмечено выражением эмоций и заметными криками. Было три разных голоса, которые он использовал для Эрена: один для ребёнка, другой, более глубокий, для повзрослевшего, и третий, «который отличался от всего остального». Актёр записал все три из них, и позже отметил: «имелись необходимые звуки, которые были просто отвратительными и противными». Несмотря на то, что он считал крики Эрена вызовом, Папенбрук отметил, что это была не самая трудная из всех его ролей.
Японский актёр Харума Миура заявил, что гордится тем, что сыграл Эрена в игровом фильме, добавив, что он был удивлен тем, что именно его взяли на эту роль. Из-за привлекательности аниме Миура старался оставаться верным характеристике персонажа во время работы над фильмом и надеялся, что азиатским зрителям понравится его работа. Актёр счел съёмку фильма сложной задачей, включая обучение движениям персонажа. Миура, работая над ролью, стремился показать наивность Эрена.

## Характеристика
Исаяма описывает личность Эрена как личность ребенка, используещего ярость в качестве мотивации из-за своей слабости и неспособности спасти свою мать от съедения титаном (прямо на его глазах). Его возмездие против такого стресса вызвало всю эту ярость, которая привела к серьезному знакомству с сутью Эрена. Многие его иллюстрации носили жестокий характер из-за постоянной борьбы с неумолимым окружением. Однако эта ненависть часто сочеталась с неопытностью, заставляя персонажа действовать опасно и безрассудно бросаться вперед. В начале сериала, когда выясняется, что Эрен — титан, Исаяма отмечает, что описал его реакцию более спокойной, чем планировал изначально. Он сделал это, чтобы дать персонажу Армину больше решимости, поскольку Эрен полагался на него, как на друга, чтобы снять с себя обвинения военных в том, что он враг человечества из-за проявившейся силы титана.
На вопрос редактора о том, кто соперник Эрена в манге, Исаяма (первоначально думая об Анни, заметил, что между ними не было такого соперничества) решил, что герою нужно что-то преодолеть, чтобы стать сильнее. Несмотря на проблемы с пониманием Эрена, имевшие место в начале создания, мангака отметил, что впоследствии персонаж все больше и больше напоминал ему самого себя, хотя ему все ещё было трудно писать об нём. В более поздних главах, сталкивая героя с Анни, Исаяма хотел возложить на Эрена больше ответственности, заставив его страдать от бессилия его союзников, убитых предателем. Другая важная сцена Эрена (в арке Восстания) связана с осознанием, того что его силы нехороши из-за того, как им манипулировал его отец Гриша, и мыслей, что он не должен жить из-за этой вины, особенно от понимания, что убил своего собственного отца в детстве. Говоря больше о соперничестве Эрена, Исаяма вместо этого сравнил его с Люком Скайуокером из «Звездных войн», поскольку он считает уместным, что оба персонажа имеют внутренний конфликт со своими более темными личностями. Исаяма описывает личность Эрена как эмоциональный комплекс; по мере того, как его существующие убеждения постепенно разрушаются, Эрен начинает думать о том, чтобы просто сохранить себя в качестве нового стандарта, и, следовательно, действует в соответствии с этим образом мышления.
В 22-м томе манги Исаяма изобразил Эрена, смотрящего на море, которое мотивировало его в детстве. Однако автор заявил, что с этого момента Эрен и его друзья начали взрослеть и занимать определённые должности, оставленные военным начальством. Исаяма сказал, что взгляд на Эрена как на «увлеченного историей» стал сущностью его персонажа, и что Микаса и Армин выработали привычное мышление, вращаясь вокруг него и желая ему помочь. По словам Исаямы, поначалу их мышление было фаворитизмом, сравнив отношения Эрена с Микасой и Армином с помощью родственникам или братьям и сестрам, которые сталкиваются с трудностями. Он заявил, что, несмотря на их одинаковый возраст, у всех троих были разные умонастроения, и их рост сопровождался возможным разделением и даже противостоянием друг другу. По словам Исаямы, он не видел Армина и Эрена лучшими друзьями навсегда, также он отверг концепцию обреченной родственной души в отношении Эрена и Микасы, часто записывая идеи о том, как эти двое разделятся и, соответственно, пройдут через последующее развитие и обретение независимости, хотя и не считал, что это обязательно будет хорошо изображено .
Исаяма отметил, что характеристика Эрена отличается от того, что изначально видели фанаты; первоначально, желая увидеть море как сон, разделенный вместе с Армином, правда заключалась в том, что Эрен никогда не интересовался самим морем. В то время как Армин обладал глобальным любопытством и мечтал о мире природы за стенами, Эрен вместо этого испытывал только эгоцентричное негодование по поводу отсутствия свободы, которой человечество должно было обладать, заставляя его задуматься, а не пуст ли он внутри. Это привело к постепенному прояснению их расходящихся точек зрения, поскольку страсть Эрена к морю впоследствии ослабевает. Далее Исаяма сравнил трио Эрена, Микасы и Армина со старшеклассниками, которые растут с детства до выпуска. Он рассматривал сцену, в которой трио смотрит на море, как альтернативный финал манги.
В кульминации сериала, во время битвы за остров Парадиз, арка персонажа Эрена значительно темнеет после объявления его плана уничтожить все живое за пределами своего родного острова. Когда Эрен в последней главе манги говорит Армину, что его мотивы совершения массового убийства заключались в том, чтобы сделать своих друзей героями, последний благодарит Эрена. В интервью, посвященном этой сцене, Исаяма пояснил, что Армин не оправдывал действия друга, но признавал, что он был сообщником Эрена. Признавая, что приём последней арки манги и, особенно, последней главы был неоднозначным, мангака признал, что мотивы Эрена и сюжетные темы, которые он хотел изобразить во время арки, в конечном итоге было трудно реализовать, и что сожалеет о том, что не смог полностью выразить эти темы в манге.

## Биография
В начале манги Эрен Йегер представлен как десятилетний мальчик, проживающий в городе Сигансина, который мечтает присоединиться к элитной группе солдат под названием «Разведывательный корпус», чтобы исследовать внешний мир за стенами. За год до событий повести, сопровождая своего отца Гришу на встречу с родителями одной девочки, Эрен спасает Микасу Аккерман — ту самую девочку — от группы похитителей, убивший до этого её родителей, данное событие привело к развитию его мировоззрения в юном возрасте — «Борьба — жизнь, проигрыш — смерть». Когда огромный титан пробивает стену Мария, защищающую Сигансину, другие Титаны вторгаются в город, Эрен бессилен, наблюдая, как его мать пожирает одно из чудовищ, и поэтому клянется отныне убить их всех. Затем юноша записывается в армию, с туманными воспоминаниями о последней встрече с отцом, вручившим ему ключ от подвала их дома, в котором имелось что-то «важное». Во время своей первой миссии в городе Трост (куда также напали титаны) Эрен жертвует собой, чтобы спасти своего друга Армина Арлерта от проглатывания бородатым гигантом. Эрену удается самому превратиться в Разумного титана (Атакующего) и спасти своих товарищей, доказав, что его вновь обретенная сила достойна сражаться за человечество. Герой получает место в Отряде специальных операций, подразделении Разведкорпуса под командованием капитана Леви. Во время одного из заданий на Эрена охотится женщина-титан, убившая других членов Отряда, но самого героя спасают Леви и Микаса. Позже выясняется, что этот титан — его одноклассница Анни Леонхарт, между ними завязывается бой, в котором девушка проигрывает, но заковывает себя в сверхпрочный титанический кристал. Когда его преследуют другие союзники Анни и, одновременно, другие его одноклассники — Райнер (Бронированный Титан) и Бертольд (Колоссальный Титан), Эрен пробуждает силу, известную как «Титан-прародитель» (始祖の巨人, Сисо но Кёдзин), которую он подсознательно использует, чтобы направить группу обычных титанов для атаки на них.
Вскоре после этого Эрена с его друзьями отправляют в изолированную деревню, пока идет подготовка к кампании по возвращению Стены Марии. Затем Эрена похищает аристократ Род Рэйсс, который рассказывает, что титан-прародитель изначально был в его семье в течение многих лет с тех пор, как их предок Карл Фриц создал стены, и что семья Рейсс использовала его для правления, пока он не был украден Гришей Йегером, перебившим при этом всю семью Рода. Выясняется, что Гриша несет ответственность за становление Эрена титаном, передав силу прародителя своему сыну ценой своей жизни. Одноклассница Эрена Криста Ленц, которая на самом деле является дочерью Рода Хисторией Рэйсс, отказывается помочь своему отцу вернуть силу и освобождает Эрена. Позже герой в составе Разведкорпуса отправляется в Сигансину, чтобы вернуть Стену Мария и победить армию титанов во главе с Зиком (Звероподобным Титаном), и его подчинёнными Бертольдом и Райнером. Победив их, Эрен и его друзья узнают о прошлом Гриши, как только они достигают подвала семьи Йегеров: выясняется, что Зик является единокровным братом Эрена и первым сыном Гриши, а люди в стенах происходят из другой страны под названием Марлия. Они узнают, что человечество существует за стенами и что их истинный враг — Марлия, в то время как они живут на острове под названием Парадиз и являются расой, называемой элдийцами (в частности, «Подданными Имир»), потомками первого человека, получившего силу титана — Имир Фриц. Они узнают, что в прошлом сила Имир Фриц разделилась на девять титанов, которые перешли к ее народу. Эта сила использовалась для завоевания и подчинения многих других рас и народов, включая марлийцев. В конце концов Марлия уничтожила Элдию, взяв под свой контроль семь из девяти титанов, начав угнетать и унижать элдийцев, оставшихся на материковой части континента (часть ранее сбежала на Парадиз с Карлом Фрицем), и используя их как обладателей сил титанов в качестве средства для завоевания и подчинения других народов, как когда-то сделала Элдийская Империя. Эрен узнает, что его продолжительность жизни ограничена как побочный эффект того, что он является обладателем силы двух из девяти титанов, включая титулованного Атакующего титана, вместе с титаном-прародителем, ему осталось жить всего 8 лет.
Спустя четыре года, во время которых Парадиз отбивался от марлийских лазутчиков с помощью нового Колоссального титана Армина, после того как Марлия победила в войне с войсками Ближнего Востока, Эрен отправляется с разведывательным корпусом в гетто Либерио для эвакуации Зика. До этого Эрен внедрился в ряды врага: после ампутации левой ноги он принимает личность «мистера Крюгера» (クルーガーさん, Куру:га:-сан), бывшего марлийского военного офицера. Во время фестиваля, проводимого аристократом и фактическим лидером Марлии Вилли Тайбером, чтобы объявить войну Парадизу, Эрен отвечает атакой, убивая Вилли, а затем пожирая его сестру, чтобы получить силу Титана-молотоборца. Самовольные действия Эрена приводят к его аресту, но он сбегает с группой лояльных ему членов Разведывательного корпуса, называемых «йегеристами», и возобновляет самоличные поиски Зика. Эрен встречается с Армином и Микасой, проявляя неприязнь к своим друзьям, и, благодаря своим сторонникам, бросает их в тюрьму, а позже попадает в засаду группы солдат во главе с Райнером, совершившим вместе с остатками сил Марлии отчаянную атаку на Парадиз. Эрен пытается добраться до Зика, чтобы активировать силу титана-прародителя, но его чуть не убивает сестра Райнера Габи; Зик спасает своего брата, оказавшись тем, кто контролирует силу титана-прародителя, потому что, как член королевской семьи (по материнской линии), не происходящей от первого Короля Стен Карла Фрица, ему не промыли мозги по воле последнего, и потому что Имир Фриц, источник силы титана-прародителя, была связана как раб её королевских потомков. Однако Эрен, вопреки воле брата, убеждает Имир помочь ему, предоставив ей возможность принять собственное решение. Возрождённый, Эрен освобождает гигантских Колоссальных титанов в Стенах и заявляет о своем намерении истребить всё живое за пределами Парадиза, чтобы защитить свой народ, объявив так называемую «Дрожь Земли» и став врагом мира; титаны уничтожают большую часть Марлии, затем команда во главе с Армином убивает Зика, останавливая «Дрожь Земли» и разрывая связь Эрена с источником титанов. После этого Микаса обезглавила его, чтобы предотвратить дальнейший геноцид.
После смерти Эрена Армин восстанавливает свои потерянные воспоминания о разговоре, во время которого Эрен раскрывает свой истинный план, который заключался в том, чтобы прославить его друзей как спасителей. В результате все выжившие титаны навсегда возвращаются в человеческую форму. Уничтожив большую часть населения и инфраструктуры в мире, Эрен помог предотвратить любую крупную попытку возмездия против Парадиза или всей расы Элдийцев.

## В других произведениях
В пародийной манге Attack on Titan: Junior High Эрен представлен как ученик средней школы, одержимый титанами. В ранобэ «Атака титанов: Потерянные девушки» альтернативный взгляд на персонажа показывает его отношения с Микасой, которая опасается, что, несмотря на изменения в истории, Эрену суждено умереть. Он является игровым персонажем в игре Attack on Titan: The Last Wings of Mankind для Nintendo 3DS. Его форма титана также появляется в данной игре. В визуальном романе Дзина Хаганэи Burning bright in the forest of the night Эрен и Леви являются главными героями. Он также появляется в мобильной игре Granblue Fantasy и в пародийной манге Spoof on Titan. После окончания манги газета «Асахи симбун» разместила фальшивую рекламу о том, что персонаж Эрена становится персонажем манги жанра исэкай.

## Критика и популярность

### Критика
Критики восприняли характер Эрена по-разному. Джейкоб Хоуп Чепмен из Anime News Network назвал Эрена «почти намеренно не „симпатичным“ главным героем, даже по меркам 15-летнего мальчика» из-за того, что он жестокий, импульсивный, при этом не особенно умный или сильный. Однако ему нравилось, что он вдохновляет людей верой в свои чувства, надежды и мечты, что делает его «сердцем человечества». Терон Мартин отметила, что, хотя изначально у Эрена практически нет никаких эмоций, кроме гнева, но в более поздних эпизодах у него в конце концов появляются другие чувства. Джеффри Кауфман из Blu-ray.com называет Эрена «неотразимым персонажем, и как только в нескольких эпизодах происходит действительно удивительное развитие событий, он становится еще более неотразимым». Кен Иикура из Anime Now высоко оценил персонажа за изображение его эмоций, показаных в аниме, и из-за его постоянной ярости по поводу его желания отомстить титанам, которые съели его мать, а также за его реакцию на открытие двух титанов, которые выдавали себя за друзей. В итоге Иикура сказал, что Эрен был более привлекательным из-за его эмоций, а не сил, которые он раскрывает в сериале для борьбы. Приветствуя эпизод «Солдат», сайт MANGA.TOKYO похвалил взаимодействие Эрена с его товарищами Райнером и Бертольдом из-за того, что два последних персонажа открываются Эрену как вражеские титаны, но все трое остаются такими же спокойными до их предстоящей битвы. Персонажа часто сравнивали с Торфинном из Саги о Винланде из-за их аналогичной борьбы с местью, а также из-за работы студии, сделавшей свои собственные аниме-адаптации.
Кайл Чаризанис из The Fandom Post счел аниме-изображение трансформации Эрена забавным, начиная с его «почти жалкого» взгляда и заявлений убить всех титанов. Когда аниме изображает его способным контролировать свою трансформацию, Чаризанис добавляет: «Может быть, однажды он сможет искривлять свое тело, чтобы использовать его в качестве моста, или лечить раны других людей, или превращать свои руки в острые лезвия, как некий другой персонаж аниме». В финальном эпизоде первого сезона, когда Эрен сражается с Женской особью, он описывает внутренний монолог Эрена как изменение «от обычной жестокой решимости к своего рода ликующему безумию» и сравнивает его тон с Джокером. Элайа Уотсон из Complex Network похвалила поворот сюжета о том, как титаническая форма Эрена оборачивается против других титанов, и она назвала это моментом «WorldStarHipHop». Бамбук Донг из Anime News Network был в восторге от способностей Эрена-титана: «для меня не было ничего более неприятного, чем наблюдать, как Эрен грызет свою руку, пытаясь трансформироваться. Есть что-то интуитивное и реальное в том, что Эрен пускает кровь, и мальчик, это вызвало у меня мурашки», и позже похвалил его мысли во время сражения с Женской особью из-за изображения человечности Эрена, несмотря на то, что он титан.
Другие рецензенты относились к персонажу более критично. Николетта Браун из THEM Anime Reviews сочла его «разочаровывающим главным героем» из-за того, что его гневные припадки и восклицания «могут рассматриваться как очень детские». Эллиот Грей из Japanator назвал его «типичным персонажем сёнэн-манги» и вместо него нашел Микасу и Армина более привлекательными. Точно так же Анна Неатрур из Manga Bookshelf назвала его «во многих отношениях довольно типичным дерзким и самоуверенным героем сёнэн» и считала, что дизайн манги с изображением людей «нарисован жестко, а не пропорционально. Большую часть времени Эрен и его товарищи кричат друг на друга, их мимика не очень сильно меняется». С другой стороны, Джастин Ву видел вспыльчивость Эрена как положительную черту характера. Чепмен нашел озвучку ребенка-Эрена Брайса Папенбрука вынужденной, но отметил, что его игра, когда персонаж вырос, стала намного лучше.
IGN обнаружил, что у Эрена появилась заметная сюжетная арка в третьем сезоне аниме, когда он учится на своих прошлых ошибках, но сайт нашел это болезненным по сравнению с другими персонажами из-за того, насколько суров Эрен с самим собой. MangaTokyo приветствовал рост Эрена в аниме-сериале в финале третьего сезона из-за осознания, что количество врагов, с которыми ему прийдётся столкнуться, изменило его от злых истерик до более собранного ума, ищущего свободу своего народа. The Fandom Post отмечает, что одним из главных поворотов событий третьего сезона стало раскрытие отношений между Эреном и его единокровным братом Зиком. Другой рецензент похвалил, как развитие персонажей и раскрытие правды об их отце Грише также отразились на детских моментах Эрена, Микасы и Армина.
Что касается финальной арки, Den of Geek и IGN отметили, что, хотя Эрен становится более темным персонажем из-за его резких взаимодействий с Микасой и Армином, до такой степени, что он производит впечатление падшего злодея, очевидной причиной которого является влияние Зика. IGN отмечает, что Эрен все еще остается двусмысленным, когда он говорит с Микасой в воспоминаниях об их связях. The Fandom Post прокомментировал, что, несмотря на его агрессивные комментарии, новая характеристика Эрена может включать в себя ложь, поскольку некоторые из них сильно влияют на чувства Микасы к ней. Anime News Network сравнивают его появление в роли Атакующего титана в последних кадрах опенинга последнего сезона аниме с появлением в фильме Хидэаки Анно «Годзилла: Возрождение» (2016) из-за того, насколько угрожающе это выглядит.

### Популярность
В Newtype Эрен был признан восьмым лучшим мужским персонажем 2013 года. В опросах Animage Anime Grand Prix 2014 он занял четвертое место среди самых популярных мужских персонажей аниме (на первом оказался Леви, ещё один герой из «Атаки на титанов»). Тем не менее его сэйю занял первое место среди всех актеров озвучивания, а Эрен был его главной заслугой в тот период. В Animedia Эрен был номинирован в нескольких категориях, включая «Самый ценный игрок», «Тьма», «Горячий» и «Смелый»; он выиграл только премию «Горячий», но в остальных также занял высокие места. Anime News Network назвала его форму титана одним из самых странных бонусов в аниме. В опросе Newtype он был признан 10-м по популярности персонажем мужского аниме 2010-х годов. В июле 2021 года он снова появился в опросах данного журнала. На 6-й церемонии вручения наград Crunchyroll Anime Awards Эрен получил награду в номинации «Лучший антагонист», а также был номинирован как на «Лучшего протагониста», так и на «Лучшую боевую сцену». Актёр, озвучивший персонажа, Юки Кадзи, получил награду в номинации «Лучшее выступление VA (JA)». В опросе Akiba Souken Эрен был признан самым популярным персонажем «Атаки на титанов», набрав 50 143 голоса.
На основе Эрена созданы различные товары. В декабре 2013 года Good Smile Company выпустила брелок Eren Picktam! вместе с подобными товарами других персонажей сериала. После успеха аниме в продаже появились официальный нендороид (в апреле 2014 г.) и фигма (в мае 2014 г.) Эрена. Помимо фигурок, компания Bandai выпустила плюшевые игрушки Эрена: в декабре 2013 года размером поменьше, а в июле 2014 года — побольше. У Йегера, как и у многих других героев аниме, также есть специальный аромат, вдохновлённый чертами его характера. Его духи были выпущены Koubutsuya осенью 2013 года вместе с духами других персонажей, Микасы и Леви.